# Swan Rock
Der Swan Rock ist ein 2 m hoher Klippenfelsen vor der Danco-Küste des Grahamlands im Norden der Antarktischen Halbinsel. Er liegt 2,5 km südwestlich des Kap Willems in der Flandernbucht.
Noch namenlos ist der Felsen auf einer argentinischen Seekarte aus dem Jahr 1950 verzeichnet. Das UK Antarctic Place-Names Committee benannte ihn 1960 nach dem britischen Erfinder und Fotografiepionier Joseph Wilson Swan (1828–1914).